# Fred Gitelman
 (décembre 2020).
Le contenu est difficilement compréhensible vu les erreurs de traduction, qui sont peut-être dues à l'utilisation d'un logiciel de traduction automatique.
Frederick Fred Gitelman, né le 6 février 1965, est un joueur de bridge canadien-américain, développeur de logiciels de bridge et fondateur-gérant du site de bridge Bridge Base Online.

## Biographie
Gitelman a remporté un championnat du monde, cinq championnats nord-américains de bridge et une médaille d'or au Grand Prix du CIO 2002. Il était finaliste au Bermuda Bowl en 1995 en tant que membre de l'équipe ouverte du Canada. En 2005, il a été nommé personnalité de l'année par l'International Bridge Press Association. Il est bien connu pour le logiciel éducatif qu'il produit par l'intermédiaire de sa société Bridge Base Inc. Son projet le plus récent[évasif] est Bridge Base Online (BBO), qu'il a commencé en 2001, pour le jeu de bridge en ligne. BBO est l'un des sites de bridge les plus populaires. Il a officiellement pris sa retraite de Bridge Base Online le 12 juillet 2019. Gitelman est né à Toronto, en Ontario. Il était membre de la jeunesse canadienne et plus tard des équipes internationales ouvertes avant de déménager à Las Vegas, Nevada. Il y réside avec sa femme, Sheri, également joueuse de bridge bien connue. Bill Gates a choisi Gitelman comme entraîneur de bridge personnel.
Gitelman est parfois reconnu pour sa créativité à la table de bridge. Dans un tournoi, il a défaussé un as, afin de signaler à son partenaire de ne pas jouer dans cette couleur. Son partenaire a donc contre-attaqué la seule couleur logique restante et Gitelman, y étant chicane, a pu effectuer une coupe.